# Mącice
Mącice [pronunciación en polaco: /mɔnˈt͡ɕit͡sɛ/] (en alemán: Montwitz) es un pueblo ubicado en el distrito administrativo de Gmina Chorzele, dentro del Condado de Przasnysz, Voivodato de Mazovia, en el este de Polonia central. Se encuentra aproximadamente a 11 kilómetros al noreste de Chorzele, a 36 kilómetros al norte de Przasnysz, y a 124 kilómetros al norte de Varsovia.
Antes de 1945, el área fue parte de Alemania (Prusia Oriental).